# کتاب یونس
کتاب یونس,یوناس,ژوناس یکی از کتب عهد عتیق است. این کتاب داستان یونس پسر امیتای را بیان می‌کند که برای فرستادن اخطار خداوند به شهر نینوا می‌رود. اتفاقات این کتاب در زمان یربعام دوم در سال ۷۸۶ تا ۷۴۶ قبل از میلاد اتفاق میفتد. داستان یونس و بخشیده شدن شهر نینوا توسط خداوند معمولاً به عنوان سمبل بخشش خداوند برای توبه کنندگان بیان می‌شود.

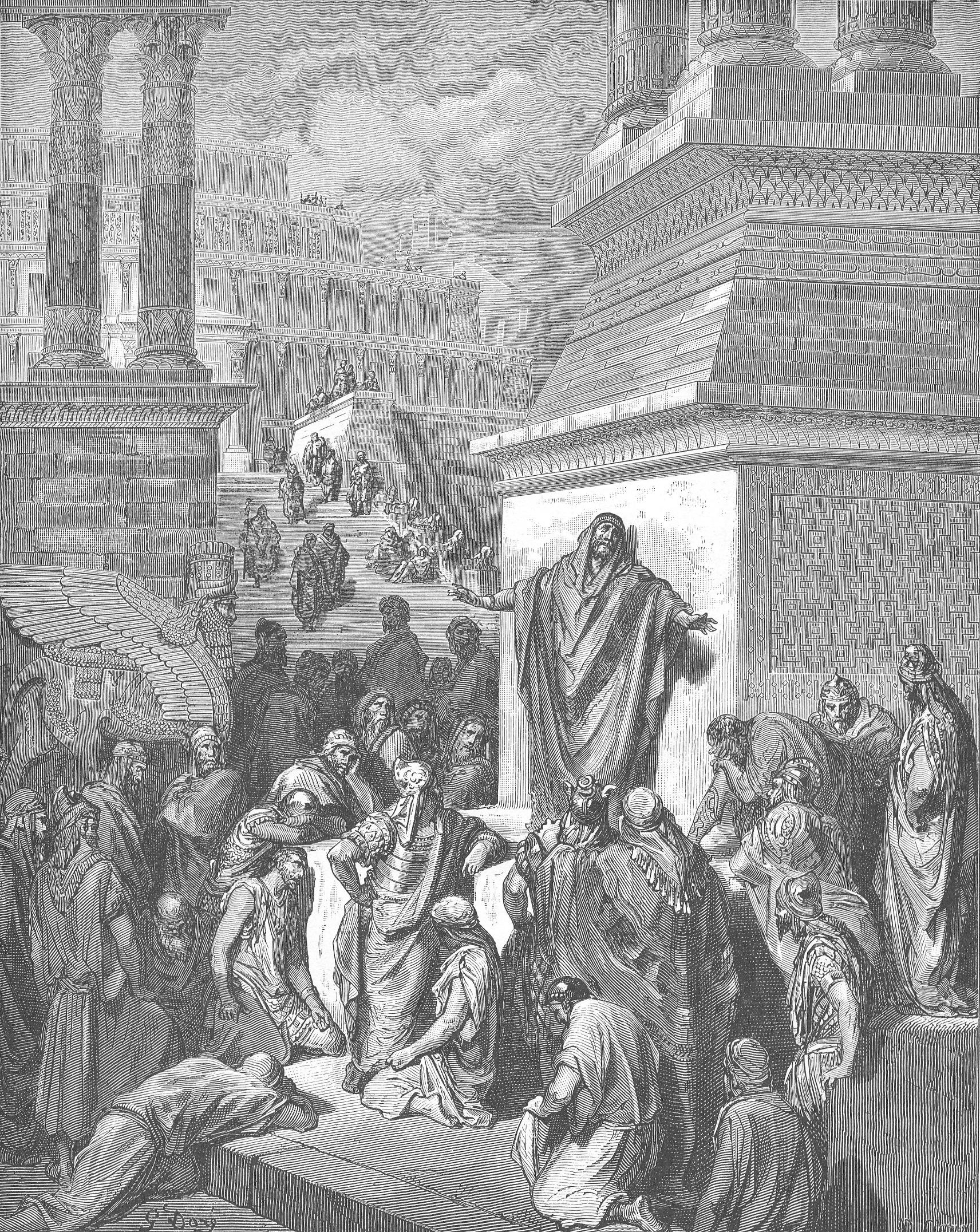
یونس به مردم نینوا موعظه می‌کند، گوستاو دوره.

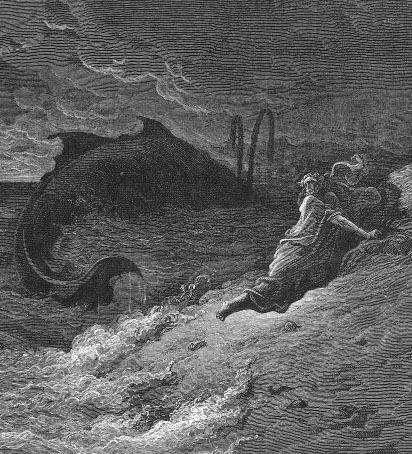
یونس توسط ماهی بیرون انداخته می‌شود، گوستاو دوره.

## در کتاب مقدس
نام یونس در زبان عبری به معنی کبوتر است. داستان یونس با درگیری بین یونس و خدا آغاز می‌شود. خداوند یونس را برای رفتن به شهر نینوا و اخطار کردن به مردم آن انتخاب می‌کند ولی یونس مایل به انجام این کار نیست. او به یوپا می‌رود و سوار یک کشتی به مقصد تارشیش می‌شود. خداوند طوفان بزرگی در دریا ایجاد می‌کند و خدمه کشتی تصمیم می‌گیرند برای آرام کردن دریا یونس را به دریا میندازند. ماهی بزرگی از طرف خداوند یونس را می‌بلعد. یونس سه شب و سه روز در بدن ماهی می‌ماند او دعا کرده و از خدا به خاطر کارهای خود تقاضای بخشش می‌کند. خدا به ماهی دستور می‌دهد که او را بیرون بیندازد و ماهی او را در ساحل بیرون میندازد. یونس به دستور خدا عمل کرده و به شهر نینوا می‌رود و مردم شهر نینوا در اثر شنیدن سخنان او توبه کرده و به سوی خداوند باز می‌گردند و خدا آنها را می‌بخشد. یونس از بخشیده شدن دشمنان اسرائیل ناراحت می‌شود. او سپس از خداوند درخواست می‌کند که جان او را بگیرد ولیکن خداوند درخواست او را رد کرده و درختی را بر بالای سر او می‌رویاند. با اینکه یونس در ابتدا متشکر است، خشم او در روز بعد باز می‌گردد و خداوند کرمی را برای خوردن درخت می‌فرستد. او دوباره از خدا درخواست مرگ می‌کند. خدا به او می‌گوید: تو برای این درخت نگرانی که تو برای آن کار نکردی و در رشد آن نقشی نداشتی. این درخت در یک شب ظاهر شد و در یک شب از بین رفت؛ ولیکن من نباید در مورد نینوا نگران باشم، شهر باعظمت، که در آن بیش از صد و بیست هزار نفر هستند که دست راست خود را از دست چپ خود نمی‌شناسند و حیوانات بسیاری زندگی می‌کنند؟
داستان یونس از این جهت حائز اهمیت است که یونس با اینکه در ابتدا نمی‌خواست به دستور خداوند عمل کند ولیکن در عمل یکی از موفقترین پیامبران خدا می‌شود و شهری را وادار به توبه می‌کند. به خاطر سخنان او تمامی مردم نینوا توبه می‌کنند و خداوند آنها را می‌بخشد. بیشتر محققان ۱۲۰۰۰۰ نفری که دست راست خود را از دست چپ نمی‌شناسند توسط محققان به عنوان ۱۲۰۰۰۰ کودک شناخته می‌شوند و تصور می‌شود که جمعیت نینوا بیش از ۱۲۰۰۰۰ نفر بوده است.